# Języki paezkie
Języki paezkie (paeskie, południowoczibczańskie) – rodzina językowa w większości wymarłych etnolektów Ameryki Południowej z obszaru Kolumbii. Jest zaliczana do fyli czibczańskiej.

## Klasyfikacja[1]
| Grupy i języki                  | Liczba mówiących |
| ------------------------------- | ---------------- |
| andaki (aguanunga, czuruba)     | 0                |
| Języki kokonukańskie (coconuco) |                  |
| anserma                         | 0                |
| arma                            | 0                |
| karamanta                       | 0                |
| kauka                           | 0                |
| guambiano (moguex)              | 21 000           |
| totoro                          | 0                |
| Języki paeskie                  |                  |
| paeski (paez)                   | 40 000           |